# Calicle

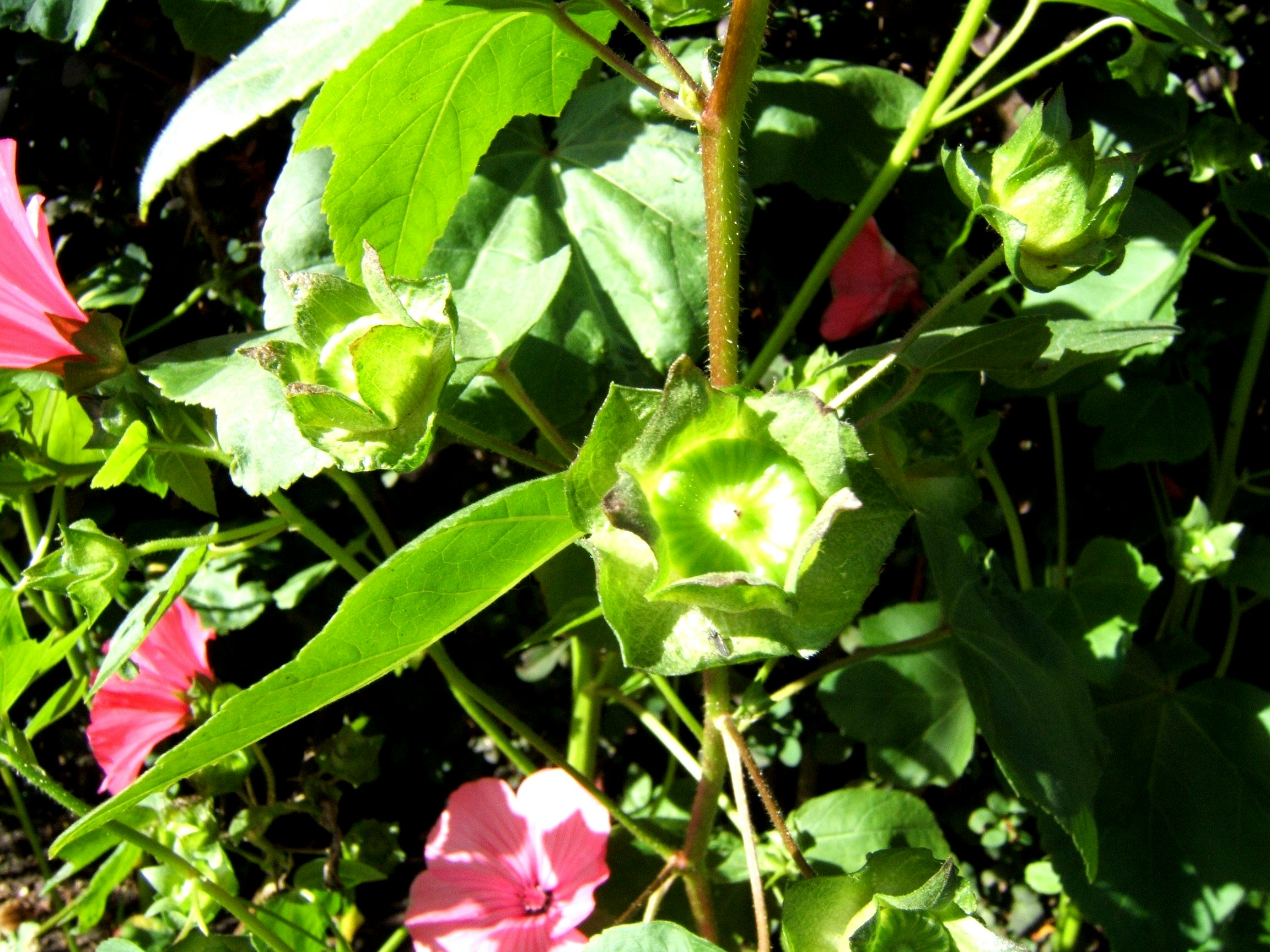
Doble calze (calicle) d'una malvàcia

S'anomena calicle, epicalze o fals calze al verticil extrafloral, amb aspecte de calze i format per hipsofil·les. Etimològicament, calicle prové del llatí calicŭlus, que és el diminutiu de calĭcis ('calze').
Malgrat que generalment aquest calicle és format per bràctees com per exemple en el malví, també poden tenir altres orígens, com és el cas del marxívol amb calicle foliar, o de la maduixera on el calicle prové de les estípules.